# Convention sur la haute mer
Convention des Nations unies sur le droit de la mer du 10 décembre 1982
La Convention sur la haute mer est un traité international qui codifie les règles du droit international public relatives à la haute mer, autrement appelée eaux internationales. La Convention était l’un des quatre traités créés lors de la Convention des Nations Unies sur le droit de la mer (CNUDM). Les quatre traités ont été signés le 29 avril 1958 et sont entrés en vigueur le 30 septembre 1962, bien que, conformément à la tradition juridique, une adhésion ultérieure ait été autorisée. 
En 2013, le traité avait été ratifié par 63 États, dont la plupart des pays du bloc de l'OTAN et du bloc soviétique, mais à l'exception notable de la plupart des pays de l'OPEP et de la Ligue arabe comme la Syrie, l'Égypte, la Jordanie, l'Arabie saoudite et l'Iran, ainsi que la Chine, la Corée du Nord et la Corée du Sud. 
La Convention sur la haute mer a été remplacée par la CNUDM III signée le 10 décembre 1982 à Montego Bay, qui a introduit plusieurs nouvelles notions dans le droit des frontières maritimes, notamment les zones économiques exclusives.

## Stipulation

La haute mer surlignée en bleu foncé.

Le traité est divisé en 37 articles :
- Article 1 : Définition de la « haute mer ».
- Article 2 : Déclaration de principes
- Article 3 : Accès à la mer pour les États sans littoral
- Articles 4 – 7 : la notion d'État du pavillon
- Article 8 : Navires de guerre
- Article 9 : Autres navires au service des gouvernements
- Articles 10 – 12 : Sécurité, sauvetage
- Article 13 : Interdiction du transport d'esclaves en mer
- Articles 14 – 21 : Piraterie
- Article 22 : Abordage des navires marchands par des navires de guerre
- Article 23 : Poursuite, c'est-à-dire poursuite d'un navire au-delà des frontières à des fins d'application de la loi
- Articles 24 – 25 : Pollution
- Articles 26 – 29 : Câbles et pipelines sous-marins
- Articles 30 – 37 : cadre juridique, ratification, adhésion

## Voir également
- Autorité internationale des fonds marins
- Convention sur la pêche et la conservation des ressources biologiques de la haute mer
- Convention sur la mer territoriale et la zone contiguë
- Convention sur le plateau continental